# Motovelodromo Appio
 (avril 2025).
Le Motovelodromo Appio, ou vélodrome Appio, était un vélodrome construit en 1910 à Rome, en Italie. Situé dans le quartier de Tuscolano, sa piste pouvait accueillir des compétitions de cyclisme et de motocyclisme.

## Histoire
Il a été le premier stade du club de football AS Rome, de 1927 à 1929.
En activité jusqu'à la fin des années 1950, il a été remplacé par le vélodrome olympique construit pour les Jeux olympiques d'été de 1960.
Démoli, il laisse la place à Piazzale dei Colli Albani, situé non loin de la Via Appia Nuova, entre la Via Sermoneta et la Via Castel Gandolfo, au milieu d'un quartier HLM, à proximité de la station de métro Colli Albani - Parco Appia Antica.

## Source
- (it) Cet article est partiellement ou en totalité issu de l’article de Wikipédia en italien intitulé « Motovelodromo Appio » (voir la liste des auteurs).